# 公共安全与秩序保卫部
公共安全与秩序保卫部（俄语：Отдѣленіе по Охраненію Общественной Безопасности и Порядка）通称“保卫部”（羅馬化：okhrannoye otdelenie），在现代来源当中又常被称为“暗探局”（羅馬化：Okhranka，音譯奧赫兰卡），是俄罗斯帝国的秘密警察。在19世纪为内务部警察部门的一部分，并由特别宪兵队协助。

## 历史
1866年在圣彼得堡创建。
1880年8月6日在内务部之下创建警察部，宪兵首席兼任部长，宪兵司令兼任副部长。1881年内务部下设了特别会议，有权在地方宣布紧急状态。1898年，警察部下设的特别部取代宪兵成为内外情报的综合部门。